# 江口甚右衛門
江口 甚右衛門（えぐち じんえもん、正保2年（1645年） - 享保10年（1725年））は、江戸時代前中期の捕鯨業者。名は正利。父甚左衛門は九州における捕鯨業創始者といわれる。

## 経歴・人物
福江藩領肥前南松浦郡有川村（現：長崎県南松浦郡新上五島町）の名主。万治3年（1660年）家督を相続。銛と網を併用する鯨網組を始めるなど捕鯨組織有川組の発展に尽力した。寛文元年（1661年）有川湾対岸の魚目村と漁場境界争いが発生。幕府にも訴え、以後二十数年に渡り深沢勝幸と争い、勝訴。同村の捕鯨業を再興させた。